# L'Adoration des mages (suiveur de Bosch, Upton House)
Pour les articles homonymes, voir L'Adoration des mages (homonymie).
L'Adoration des mages (ou Triptyque de l’Épiphanie) est un triptyque du XVIe siècle attribué à un suiveur de Jérôme Bosch et conservé à Upton House, au Royaume-Uni.

## Description
Peint à l'huile sur des panneaux de chêne, le triptyque mesure 91,4 cm sur 72,4 cm pour sa partie centrale, tandis que chacun des volets latéraux mesure 83,3 cm sur 28,9 cm. Les angles supérieurs des panneaux sont coupés en quart de cercle du côté des charnières.
Ouvert, le triptyque révèle un panneau central copiant assez fidèlement celui de L'Adoration des mages signée par Bosch et conservée au Prado, dont il omet néanmoins plusieurs détails, tels que les bergers montés sur le toit de l'étable ou l'étoile au-dessus de celle-ci. Les panneaux latéraux sont en revanche totalement différents de ceux du Prado. Ils représentent, à gauche, saint Joseph puisant de l'eau devant une ruine antique à l'architecture italianisante et, à droite, le cortège des mages avec des cavaliers ainsi qu'un serviteur déposant un bagage ou un coffre.

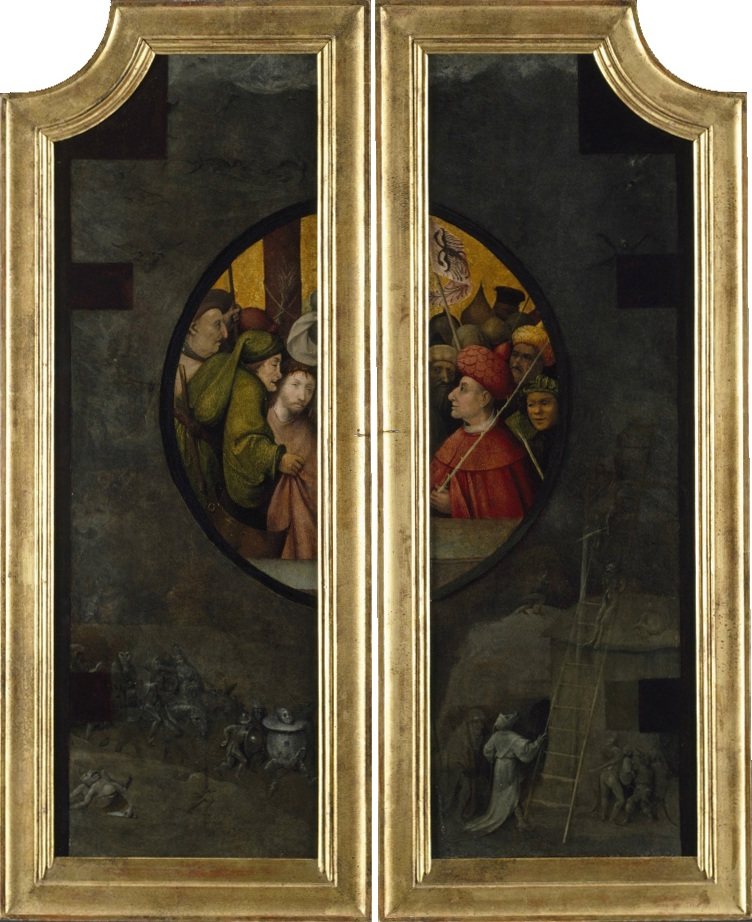
Triptyque fermé.

Fermé, le triptyque présente, en bas et sur les côtés, une scène infernale en grisaille, avec un cortège de démons zoocéphales et de grylles se dirigeant vers un gibet (allusion à la pendaison de Judas ?). Au centre, un tondo en couleur sur fond d'or représente, à mi-corps, le Christ, Ponce Pilate et une foule compacte de soldats et de badauds, protagonistes de la scène de l’Ecce homo. Le gouverneur romain est notamment identifiable grâce à la bannière impériale à l'aigle bicéphale qui flotte au-dessus de lui. Parmi la foule entourant Jésus et le gouverneur, l'un des soldats, à l'extrême gauche, ressemble à  celui qui a été peint par-dessus le donateur qui figurait sur l'aile droite du Triptyque de sainte Wilgeforte.

## Historique
Appartenant dès avant 1854 à la collection londonienne du député Henry Danby Seymour (1820-1877), le triptyque est vendu à plusieurs reprises en 1936-1937 et acquis successivement par le critique d'art Robert Langton Douglas (1864-1951), par le marchand d'art Vitale Bloch (1900-1975) et enfin par l'héritier de la compagnie Shell, Walter Samuel, second vicomte Bearsted (1882-1948). Celui-ci lègue sa demeure d'Upton House, près de Banbury, et ses collections d'art au National Trust.

## Datation et attribution
Signalé en tant qu’œuvre sujette à controverse par Charles de Tolnay en 1965, le triptyque est publié l'année suivante par Mia Cinotti, qui estime qu'« il s'agit d'un centon à la manière de Bosch » et non d'une œuvre authentique de ce dernier. En 1980, Gerd Unverfehrt y voit la production d'un artiste anversois des années 1520 puis, en 2004, Frédéric Elsig date le triptyque vers 1515 et l'attribue au « maître du triptyque d'Anderlecht », un disciple de Bosch qu'il propose d'identifier à Johannes van Aken (v.1470-1537), neveu du maître. Le National Trust persiste cependant à l'attribuer à Bosch, que ce soit dans une publication de 2003 ou sur son site Internet.
Réalisée en 2012 par le laboratoire de l'Université de Sheffield, l'analyse dendrochronologique a démontré que le triptyque n'a vraisemblablement été peint qu'après 1512, voire après 1514. Or, Bosch est mort en 1516.
De plus, les experts du Bosch Research and Conservation Project (BRCP) considèrent que la représentation d'éléments architecturaux de type Renaissance italienne, comme sur le volet de gauche, est peu vraisemblable avant les années 1515-1520. Ils attribuent donc à un suiveur de Bosch le triptyque d'Upton House, qu'ils considèrent cependant comme « le plus réussi » parmi un groupe d’œuvres incluant l’Adoration Kleinberger-Johnson, le triptyque Moonen de Bois-le-Duc (copie de l’Adoration Kleinberger-Johnson réalisée après 1550) et l'Épiphanie d'Anderlecht, peut-être due à Gielis Panhedel.